# Daniele Vineis
Daniele Vineis (Mongrando, 2 novembre 1953) è un percussionista, compositore e docente italiano.

## Biografia
Dopo aver compiuto studi accademici in strumenti a percussione e composizione, tra il 1977 e il 1996 ha lavorato come percussionista nelle orchestre del Teatro Regio di Torino e dell’Orchestra Sinfonica della RAI di Torino. In parallelo ha svolto attività cameristica con gruppi di musica contemporanea del Nord Italia.
Dal 1980 al 2012 ha partecipato a diversi festival di musica contemporanea, tra cui la Biennale di Venezia, il Festival di Amburgo, la Biennale di Zagabria, il Cantiere Internazionale d'Arte di Montepulciano, il Festival Antidogma, la Camerata Casella di Torino, il Gaudeamus di Amsterdam, l’Huddersfield Contemporary Music Festival, e festival a Zurigo, Ginevra, Alicante, Parigi (Centre G. Pompidou), Tokyo, Città del Messico (Festival Cervantino).
Ha effettuato tournée in Europa, Asia e America centrale, eseguendo numerose prime assolute, alcune delle quali composte appositamente per lui. Nel 1991 ha fondato il Demoé Percussion Ensemble, con cui ha svolto attività concertistica e inciso cinque CD.
Nel 2004 ha co-fondato l'OPLAB Orchestra (Orchestra Provinciale Laboratorio Biellese), insieme a Enrico Strobino e Alex Gariazzo, ricoprendo il ruolo di direttore artistico e musicale.
Come compositore, dopo un primo periodo dedicato alla musica elettronica, si è focalizzato sulla musica strumentale e cameristica. Ha scritto musiche per mostre d’arte, spettacoli teatrali, colonne sonore, video-cataloghi e performance multimediali.

## Attività didattica
È stato docente di strumenti a percussione presso il Conservatoire de la Vallée d’Aoste. Ha collaborato con la Scuola di Animazione Musicale di Lecco e con Sonòria – Istituto Civico di Cossato. Dal 1987 si dedica alla ricerca sulla didattica musicale di base, con particolare attenzione alla scuola dell’obbligo. Ha partecipato come relatore a convegni e corsi di aggiornamento sull’educazione musicale.
Ha pubblicato libri, articoli e materiali didattici con le case editrici Ricordi, Suvini-Zerboni, Franco Angeli e altre. Fa parte del Comitato Scientifico del CSMDB, ha collaborato con l’IRRSAE Piemonte e con la SIEM. Collabora alla rivista online Musicheria.

## Pubblicazioni
- 2025 Inventare con Debussy Stravinsky Schoenberg Storia, analisi e proposte didattiche per improvvisare e comporre (Progetti Sonori, Mercatello sul Metauro 2025) con Gabriele Greggio
- 2019 Spartito Perso nuova edizione aggiornata (FrancoAngeli Milano 2019)
- 2010 Le percussioni per me! (Volonté&Co Milano 2010)
- 2006 Spartito Perso (FrancoAngeli Milano 2006)
- 2004 Capire la forma Quaderni della SIEM n.20 (Ricordi Milano 2004)
- 2003 Musica in scena Quaderni della SIEM n.19 (Ricordi Milano 2003)
- 2003 Suonare la città Agorafonia (FrancoAngeli Milano 2003)
- 1991 Scoprire la musica Quaderni della SIEM n.1 (Ricordi Milano 1991)
- 1990 Educazione all'immagine, al suono e alla musica 4 volumi IRRSAE Piemonte (SEI Torino)
- 1989 ...e l'aria ascolterà (ProCivitateChristiana Assisi 1989) con Enrico Strobino e Paolo Cerlati
- 1988 “La Cartellina n. 55” (Suvini.Zerboni Milano 1988)
- 1987 “La Cartellina n. 52” (Suvini.Zerboni Milano 1987)
- 1987 Il canone (Suvini.Zerboni Milano 1987) con Enrico Strobino e Paolo Cerlati

## Discografia
- 2019 Ambienti di transito con Marco di Castri
- 2019 Architettura Sussurrante A. Mendini (Acerba 5) con Marco di Castri
- 2017 Le Ricordanze The Complete Recordings 1973 – 2015 (AMS Records)
- 2012 Mario Castelnuovo Tedesco Morning in Iowa op. 158 (Soundset SR 1043)
- 2001 Andrea Molino The Smiling Carcass (Stradivarius STR3355833)
- 2001 W. A. Mozart Missa in C – Te Deum Laudamus (G.V.A. 1000)
- 2001 Bruno Maderna Concerto per 2 pianoforti e strumenti (Stradivarius STR33536)
- 2000 Daniele Vineis La passione di Cristo (PS2000) con Massimo Folli
- 2000 Franco Donatoni – Andrea Molino (Stradivarius STR33499)
- 2000 G.F.Haendel Il Messia (G.V.A. 1098)
- 2000 Jannis Xenakis Persephassa – Psappha – Okho (Stradivrius40001)
- 1994 Daniele Vineis Dha ghe na tunn percussioni tra Oriente ed Occidente (DDT 19401)
- 1993 Enrico Correggia Galaxies Two (DDT 19303)
- 1993 W.A.Mozart I tesori nascosti Canoni,notturni,Vesperae solennes KV339 (G.V.A.593)
- 1989 Mario Piatti Filastroccantando (Nicola Milano, Bologna)
- 1989 ...e l'aria ascolterà (Pro Civitate Christiana 1989) con Enrico Strobino e Paolo Cerlati
- 1983 A. Mendini Architettura Sussurrante (Ariston Music) con Marco DiCastri
- 1983 Enrique X. Macias Entre la noche y la manana (Linterna Musica A983-005)

## Opere Principali

### Orchestra e banda
- La passione di Cristo per Coro e Banda sinfonica (ed. StudioMusicaLicata, Messina) - con Massimo Folli (2000)
- Hoquetus Triplo quartetto per 9 ottoni e 3 percussioni (2002)
- Suite Berbère  for Symphonic Band - (ed. WICKY, Milano) - brano d'obbligo per il Concorso Bandistico Internazionale Vallée d'Aoste (2003)
- Tetraktys per orchestra (2004)
- Freedom per orchestra (2005)
- Tutto dentro lo stesso bicchiere per 2 voci recitanti, pianoforte e orchestra (2005)
- Bach-Inongo per orchestra (2005)
- Tir'd with all these per baritono, orchestra d'archi e 4 percussioni (2012)
- Chronos & Kairos dialoghi sul tempo per orchestra sinfonica (2019)
- Hygieia per 16 archi intorno al pubblico (2019)
- The hidden Arcangelo per orchestra (2019)
- Harraga II bruciare la frontiera per ottoni e percussioni (2022)

### Teatro, performance e multimedia
- La superficie modificante Musica per decori  - Musiche per la mostra d’arte e di architettura al “CentroDomus” a Milano – con  Marco DiCastri (1980)
- Ambienti di Transito musiche per mostra di mobili al centro "Ellisse" di Napoli - con Marco Di Castri (1982)
- Segreti Spazi per 9 percussionisti e 9 apprendisti designers - Performance in spazi urbani - con Enrico Strobino e Paolo Cerlati (1987)
- Elektra musiche di scena per il teatro - testo di Hugo Von Hofmannsthal (1989)
- Tremolina musiche di scena per il teatro (1992)
- Giorgio Cigna musiche per una mostra d'arte di Giorgio Cigna (1993)
- E fu così che Pipet riuscì a farla anche a S. Pietro musiche di scena su un racconto popolare delle valli biellesi (1997)
- Re di Pietra/Loto performance al Pian del Re (Monviso) (1997)
- Agorafonia performance multimediale di piazza -  con Enrico Strobino e Paolo Cerlati (1999)
- Dolcino viaggio senza scarpe né padrone - Opera lirica in 2 atti e 11 scene (2007)
- Water Spettacolo multimediale (2008)
- Universale Particolare performance multimediale con le opere di Maurizio Corona (2023)

### Percussioni
- Metal per 5 percussionisti (1992)
- Forma e Vacuità per 5 percussionisti (1992)
- Lombok per 5 percussionisti (1992)
- Kumoijoshi per 5 percussionisti (1992)
- Mokp'o per 5 percussionisti (1992)
- Il castello dei ritmi incrociati (1993) ciclo di 3 composizioni per ensemble di percussioni: Sonata per sestetto di percussioni - Il viaggio per quattro percussionisti più un quinto ad libitum – Ewig per cinque percussionisti
- To Join Together (Canone degli arrivi) per 15 percussionisti (2001) dedicato alla "Tum Tribù"
- 3 scene infantili Sonata per percussione e pianoforte (2001)
- Pic Carrel per 5 percussioni (2002)
- Tema e variazioni su una melodia mediorientale per 2 marimbe (2009)
- Pulsar per un percussionista (2020) - Composizione vincitrice del primo premio al Concorso Internazionale "Marin Goleminov 2021" di Sofia, Bulgaria [9]
- Oblivion (trascr. da Piazzolla) per vibrafono e 2 marimbe (2021)

### Musica da camera
- C/OSMOSI per oboe solo (1979)
- Varianti per 2 pianoforti e 2 percussioni (1992)
- Chiasmo per 4 Tromboni (1992)
- Hoquetus Triplo quartetto per 9 ottoni e 3 percussioni (2002)
- Milonga per orchestra da camera (2005)
- Oblìo per piccolo ensemble (2007)
- Little Lark Lulu scherzo per quartetto d'archi (2018)
- 6 Bagatelle per ensemble da camera (2019)
- Jeux d'amour per vibrafono e fagotto (2021)
- Quartetto n. 2 per quartetto d'archi (2021)
- Notturno per 5 strumenti (2021)
- Altra Passacaglia per 11 strumenti (2022)
- Quartetto n.3 per quartetto d'archi (2023)
- Jeux d'amour per vibrafono e violoncello (2025)